# 柴灣站
柴灣站（英語：Chai Wan Station）是一個位於香港香港島東區柴灣新翠花園旁，屬於港鐵港島綫的鐵路車站，也是港島綫的東端終點站，車站於1985年5月31日啟用。
- 車站外觀（2024年6月）

## 車站構造
柴灣站是港島綫東端終點站，並且是港島綫唯一的架空車站，車站設於柴灣道近4號幹線東端起點的迴旋處旁。

### 樓層
| U2                             | 月台 | \| \| 1 \| 港島綫往堅尼地城（杏花邨） \| \| \| \| 島式 · ↑開右邊车门 ↓開左邊车门 \| \| \| \| \| \| \| 2 \| 港島綫往堅尼地城（杏花邨） \| \| \| |  |  |
| U1                             | 大堂 | 客務中心、商店、自助服務、免費Wi-Fi熱點、A、D、E出口                                                                                           |  |  |
| G                              | 地面 | B、C出口 |  |  |
|                                | 1    | 港島綫往堅尼地城（杏花邨） |  |  |
| 島式 · ↑開右邊车门 ↓開左邊车门 |      | |  |  |
|                                | 2    | 港島綫往堅尼地城（杏花邨） |  |  |

### 大堂
現時柴灣站大堂內提供不同類型的商店、自助服務設施香港郵政郵箱以及港鐵「會員服務站」等。
- 車站大堂（2022年6月）

### 月台
柴灣站設有一座島式月台，兩個月台均已裝設月台閘門。而兩個月台的列車均為前往堅尼地城方向，列車抵達月台後會在同一時間上／下客及調頭，乘客可按指示於1／2號月台乘搭列車。
- 1、2號月台（2022年6月）
- 位於月台中央的下班車指示燈箱，而燈箱的箭頭為提示乘客下一班載客列車開出的月台（2022年6月）

柴灣車廠雖然在杏花邨站旁邊，然而實際車務上柴灣站為最直接連接車廠的車站，每當上下午繁忙時間過後，部分港島綫的列車在柴灣站清客後，便會暫停服務並返回車廠。屆時當列車在進入車站時，月台會在該列車到站前及列車入站時發出廣播通知乘客。該列車到站後，月台顯示屏並會顯示「不載客列車」。隨後當該列車關門離開車站前，在月台的西端的紅藍訊號燈上將會亮起「DP（意思為Depot）」字樣的白色顯示訊號燈，之後列車離開車站，駛回柴灣車廠。

### 出入口
柴灣站設有5個出入口，其中A出口直通新翠商場。而大堂亦設有指示牌顯示出入口周邊的建築物及設施列表。
|                            |          | |      |
| 編號                       | 指示     | 建議前往的目的地 | 圖片 |
| 出口 · A · 同层            | 新翠花園 | 新翠花園、明愛柴灣馬登基金中學、柴灣市政大廈、中華傳道會劉永生中學、基督教國際神召會、寶血女子中學、樂軒臺、新翠商場、柴灣公共圖書館、環翠邨、環翠商場、茵翠苑、悅翠苑、青年廣場、小西灣、工業區、柴灣游泳池、蝶翠苑、柴灣邨、救世軍中原慈善基金學校、救世軍柴灣青少年綜合服務、聖公會柴灣聖米迦勒小學、哥連臣角新廈靈灰安置所 |      |
| 出口 · B                   | 吉勝街   | 吉勝街、灣景園、民政事務處、復興工廠大廈、康翠台、康民街、吉勝大廈、吉勝街熟食市場、羅屋民俗館、樂翠臺、國貿中心、華廈邨、婦女／學生健康中心 |      |
| 出口 · C                   | 利眾街   | 利眾街、柴灣站公共運輸交匯處、柴灣中心工業大廈、柴灣工業城、中安工業大廈、誠興大廈、東貿廣場、扶康會清蘭之家／靄華之家、興民邨、看通中心、寧富街、天主教明德學校、東區尤德夫人那打素醫院、香港西區扶輪社匡智晨輝學校、山翠苑、蜆殼工業大廈、泗興工業大廈                                                                       |      |
| 出口 · D · 同层            | 怡翠苑   | 怡翠苑、柴灣公園、柴灣體育館、張振興伉麗書院、杏翠苑、港大同學會小學、伊斯蘭脫維善紀念中學、耆康會柴灣長者地區中心、耆康會港島東綜合家居照顧服務、基督教香港信義會信愛學校、聖公會李福慶中學、翠樂邨、翠灣邨、宏德居、漁灣邨、漁灣社區會堂、香港高等教育科技學院、香港專業教育學院柴灣分校                                     |      |
| 出口 · E · 盲道标志 · 同层 | 興華邨   | 興華邨、文理書院、柴灣浸信會、基督教香港信義會興華幼兒學校、扶康會興華成人訓練中心、柴灣政府合署、興華社區會堂、母嬰健康院、香港西區扶輪社匡智晨輝學校、路德會聖雅各幼稚園 |      |
| 註： 設有 \| 設於同一層    |          | |      |

## 接駁交通
柴灣站地面設有柴灣站公共運輸交匯處，供乘客轉乘巴士及專線小巴。

## 歷史

### 規劃
於1980年12月政府落實興建港島綫時，擬議中的柴灣站分為南北兩站：「柴灣北站（英語：Chai Wan North Station）」（其選址靠近現時的翠灣邨）以及「柴灣南站（英語：Chai Wan South Station）」（其選址則與現時柴灣站大致相同）。後因柴灣車廠上蓋發展大型屋苑杏花邨，地鐵改於車廠旁興建杏花邨站，並取消興建柴灣北站，柴灣南站隨之易名為柴灣站。

### 啟用
柴灣站由永保建築國際有限公司興建，於1985年5月31日隨港島綫（金鐘－柴灣段）通車而同時啟用。原址前身為填海地，後來設置舊小巴站及柴灣公園第一期。
另外，柴灣站自落成而來一直是全香港鐵路系統中位處最南端車站，直至2016年被南港島綫的利東站所取代。

### 月台閘門
現時柴灣站所有月台已完成裝上月台閘門，並已投入運作。該月台閘門高大約1.5米。整個計劃於平日深夜終止服務的時間加建，車站與杏花邨站屬於第一期進行月台閘門加裝工程，原計劃於2010年8月完成，但由於工程進度緩慢，故延遲於同年12月完成。

### 延伸至小西灣（已擱置）
小西灣為一個已發展成熟的社區，並設有多個社區設施和住宅，市民對公共交通需求極大，巴士及小巴服務早已不勝負荷，故此多年來有多位區議員有迫切地爭取興建小西灣支線以解決市民外出問題。
然而地鐵港島綫在設計以至開通初期，小西灣未有發展計劃，故無預計向東延伸，但在柴灣站末端已預留一段超越線路軌，可供延長之用。月台也設計成西南走向，因此向東延伸技術上是可行的，政府曾建議地鐵公司研究把港島綫從柴灣站延伸至小西灣站，但地鐵公司認為路線迂迴（須興建穿越歌連臣角的隧道前往小西灣），且有技術難度，故未被地鐵接納。地鐵亦研究過利用輕便鐵路將小西灣及柴灣連接，但由於沒有足夠地方興建車站上蓋物業，以致造價及融資等各種問題多番推搪而不了了之。2009年10月23日，運輸及房屋局官員在立法會交通事務委員會的會議上表示，受到柴灣站附近的樓宇及其他建築物之限制，延伸港島綫至小西灣的工程難度頗高，相信方案難以落實；但局方與港鐵會繼續關注小西灣對外的交通接駁情況。
現時往返小西灣的市民可選擇在柴灣站轉乘城巴82線或小巴47M線，又或者在杏花邨站轉乘城巴85線或小巴62線。此外，現時因為大部分港島東的巴士均在小西灣（藍灣半島）公共運輸交匯處設為巴士總站，所以小西灣延綫最終會落實興建的機會已較低，因此西貢區議員劉偉章與觀塘區議員蔡澤鴻已建議在柴灣站興建架空行人天橋連接工業區及小西灣。

### 翻新月台
與其他市區綫地面或架空車站一樣，柴灣站由2011年起也開始展開翻新工程，當中包括在大堂及月台安裝假天花、改善照明，亦翻新了月台指示吊板：行車方向資訊則改為張貼在月台閘門之上；舊有吊板上的車站站名標示形式保留，但改為採用車站顏色底色及以大號白字標示，猶如昔日茘景站及大窩口站月台吊牌標示站名方式，於港鐵系統中屬碩果僅存。

## 外部連結
- 港鐵公司－柴灣站街道圖 （页面存档备份，存于）
- 港鐵公司－柴灣站位置圖 （页面存档备份，存于）
- 港鐵公司－柴灣站列車服務時間 （页面存档备份，存于）